# 克雷梅納冰山麓
63°04′00″S 62°38′00″W / 63.06667°S 62.63333°W

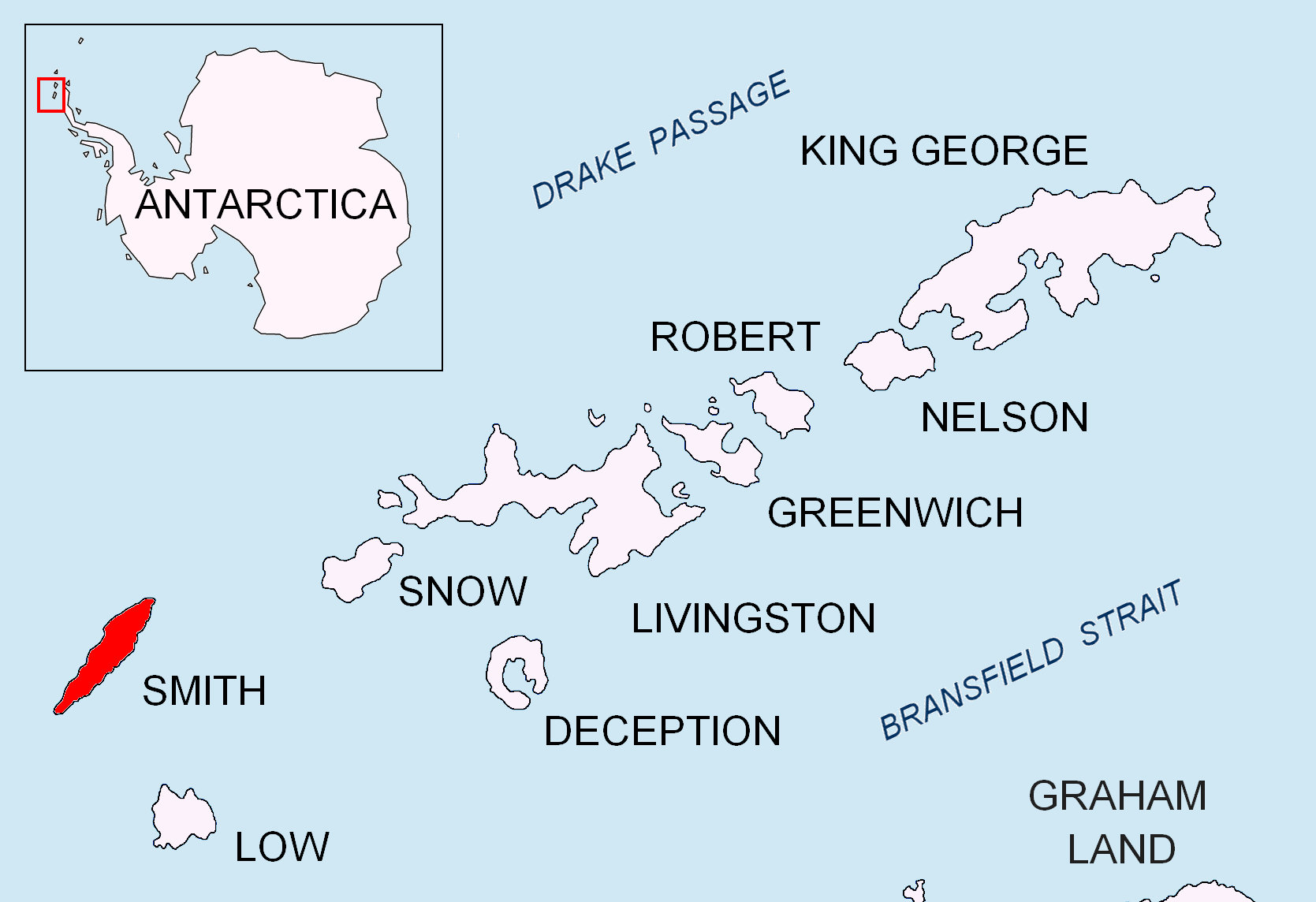

克雷梅納冰山麓（Kremena Ice Piedmont），是南極洲的冰山麓，位於南設得蘭群島的史密斯島，長2.4公里、寬2.7公里，流經伊梅昂山脈，最終注入奧斯馬爾海峽，以保加利亞城鎮命名，現時由南極條約體系管理。